# Malobratřice
Malobratřice jsou malá vesnice, část obce Kněžmost v okrese Mladá Boleslav. Nachází se tři kilometry jihovýchodně od Kněžmostu. Malobratřice jsou také název katastrálního území o rozloze 3,52 km². V katastrálním území Malobratřice leží i Čížovka.

## Historie
První písemná zmínka o vesnici pochází z roku 1354.

## Pamětihodnosti
- Hospodářská budova usedlosti čp. 18 (kulturní památka)

## Další fotografie

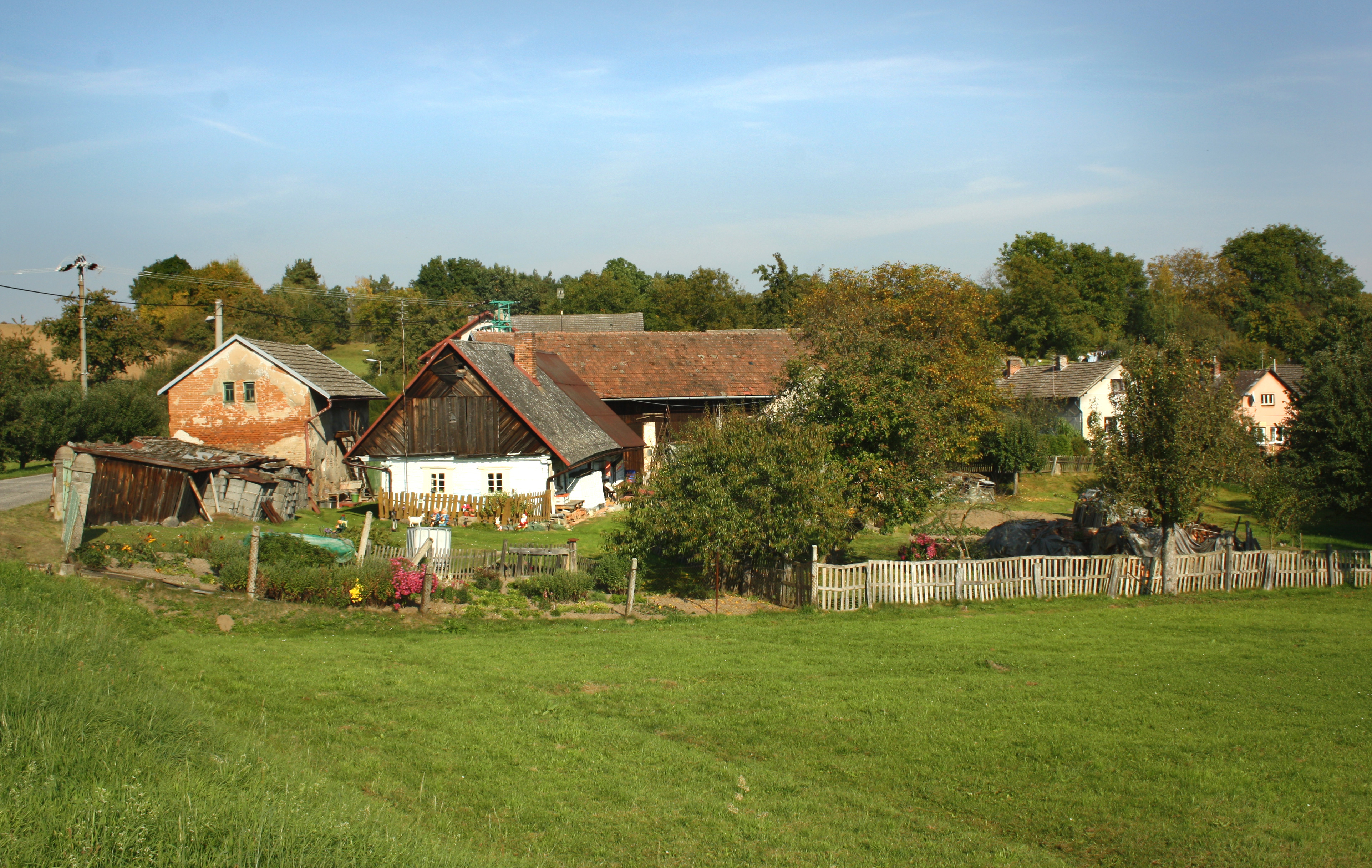
Severní část vesnice
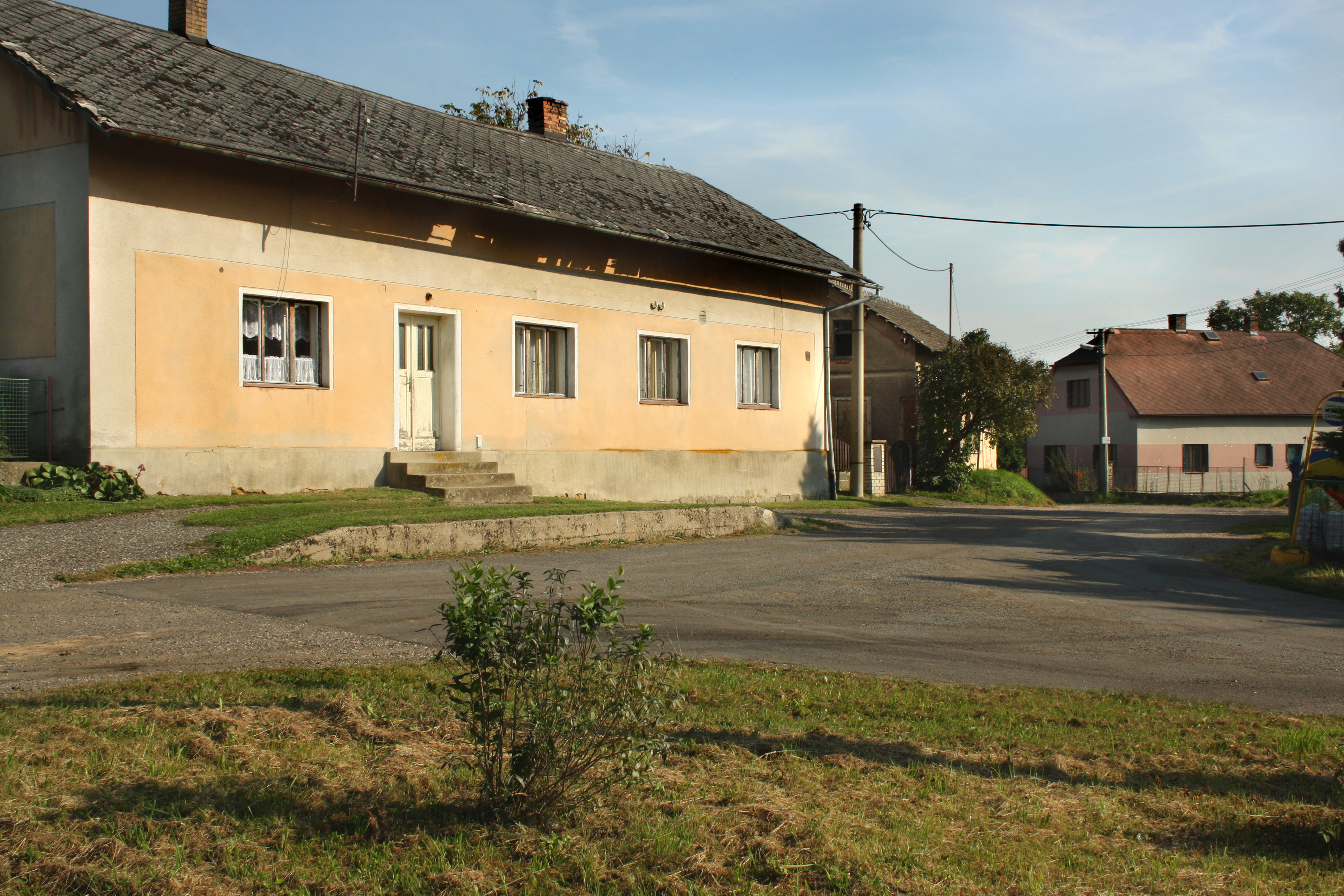
Náves